# Liste der Bodendenkmäler in Albaching
Auf dieser Seite sind die Bodendenkmäler in der oberbayerischen Gemeinde Albaching zusammengestellt. Diese Tabelle ist eine Teilliste der Liste der Bodendenkmäler in Bayern. Grundlage ist die Bayerische Denkmalliste, die auf Basis des Bayerischen Denkmalschutzgesetzes vom 1. Oktober 1973 erstmals erstellt wurde und seither durch das Bayerische Landesamt für Denkmalpflege geführt wird. Die folgenden Angaben ersetzen nicht die rechtsverbindliche Auskunft der Denkmalschutzbehörde.

## Bodendenkmäler der Gemeinde Albaching

### Bodendenkmäler in der Gemarkung Albaching
| Lage                                           | Objekt | Akten-Nr.     | Bild           |
| ---------------------------------------------- | --- | ------------- | -------------- |
| Albaching Nähe Hohenlindener Str. 8 (Standort) | Siedlung vor- und frühgeschichtlicher Zeitstellung | D-1-7838-0022 |                |
| Albaching Christopher Straße (Standort)        | Verebnete Grabhügel oder Siedlung vor- und frühgeschichtlicher Zeitstellung. | D-1-7838-0024 |                |
| Albaching Wasserburger Straße (Standort)       | Turmhügel des hohen Mittelalters. Siehe auch: Turmhügel, Mittelalter | D-1-7838-0100 |                |
| Albaching Hohenlindener Straße 1 (Standort)    | Pfarrkirche St. Nikolaus Untertägige mittelalterliche und frühneuzeitliche Befunde und Funde im Bereich der Katholischen Pfarrkirche St. Nikolaus in Albaching und ihrer Vorgängerbauten. | D-1-7838-0184 | weitere Bilder |

### Bodendenkmäler in der Gemarkung Utzenbichl
| Lage                       | Objekt                                                                       | Akten-Nr.     | Bild |
| -------------------------- | ---------------------------------------------------------------------------- | ------------- | ---- |
| Utzenbichl Thal (Standort) | Verebnete Grabhügel oder Siedlung vor- und frühgeschichtlicher Zeitstellung. | D-1-7938-0096 |      |
| Utzenbichl Zell (Standort) | Abgegangene Kirche des Mittelalters und der frühen Neuzeit (St. Michael).    | D-1-7938-0167 |      |